# Svaneapoteket i Ålesund
Svaneapoteket i Ålesund er et tidligere apotek i den norske by Ålesund. Det blev opført i 1904 efter bybranden i Ålesund 1904 i jugendstil, og det er et af de fornemste eksempler på denne stilart i Norge, og desuden et berømt eksempel på den såkaldte Ålesundjugenden. Apoteket skal blev taget i brugt i 1908.

## Arkitektur
Bygningen ligger på en central plads i byen og er udført i grov- og finhugget granit. Den skulle fylde to funktioner; apotekudsalg og privatbolig for apotekeren. Ikonografien i bygningen er inspireret af romansk arkitektur og stavkirkene. Bygningen har tårn, gavle og karnapper. Det er brugt slyngornamentik fra Urnesportelen og et uglemotiv. 
Apotekinteriøret har de samme stildetaljer som eksteriøret. Hylder og skabe er bygget ind i væggene og fydler alle flader mellem dørene og op til en højde som kan nåes fra gulvet for at udnytte pladsen bedst muligt.
Lokalene er lyse og der findes uglemotiver og stavkirkeornamentik i udsmykningen af bygningsdelene. Indretningen blev tegnet af arkitekt Hagbarth Martin Schytte-Berg.
Bygningen blev fredet i 1985. Fredningen omfatter også apotekinteriøret og dele af lejligheden på anden salg.